# Rogata Grań (skała)
Rogata Grań – skała w Dolinie Będkowskiej na Wyżynie Krakowsko-Częstochowskiej. Znajduje się w północnym skrzydle Bramy Będkowskiej, przy wylocie Wąwozu Będkowickiego do Doliny Będkowskiej. Pod szczytem wschodnich zboczy Doliny Będkowskiej znajduje się grupa skał, na mapie Geoportalu opisanych jako Skały Północnej Bramy Będkowskiej. Wspinacze skalni wyróżniają wśród nich skały: Pytajnik, Zapytajnik, Odpowiednik i Rogata Grań. Znajdują się w granicach wsi Będkowice w województwie małopolskim, w powiecie krakowskim, w gminie Wielka Wieś.
Zbudowana z wapieni Rogata Grań ma postać muru opadającego w dół stromego, porośniętego lasem zbocza. Znajduje się w górnej części tego zbocza, ma wysokość 8–16 m, ścianę miejscami połogą, miejscami pionową z kominami i zacięciami.

## Drogi wspinaczkowe
Wspinacze zaliczają Rogatą Grań do Grupy Bramy Będkowskiej. Są na niej 22 drogi wspinaczkowe o trudności od III+ do VI.2 w skali Kurtyki. Niemal wszystkie mają zamontowane stałe punkty asekuracyjne w postaci ringów (r), haków (h) i stanowiska zjazdowe (st) lub pojedynczy ring zjazdowy (rz).
Rogata Turnia
1. Rogata Grań; 2r + st, IV+, 30 m
2. Kursowa grań; 2r + st, III+, 30 m
3. Rogata płytka; 4r + st, VI, 9 m
4. Rogaty filarek; 4r + st, V, 9 m

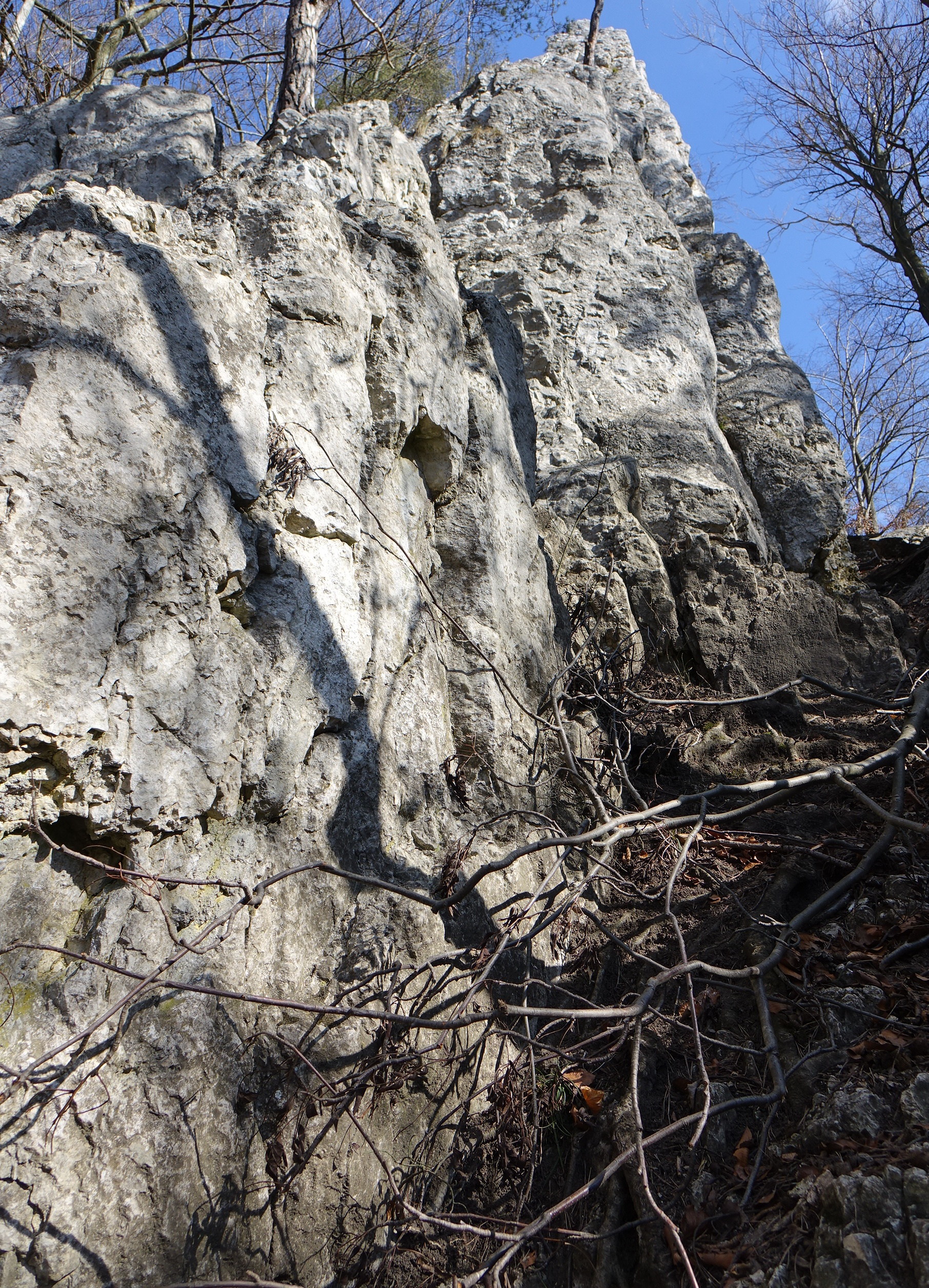
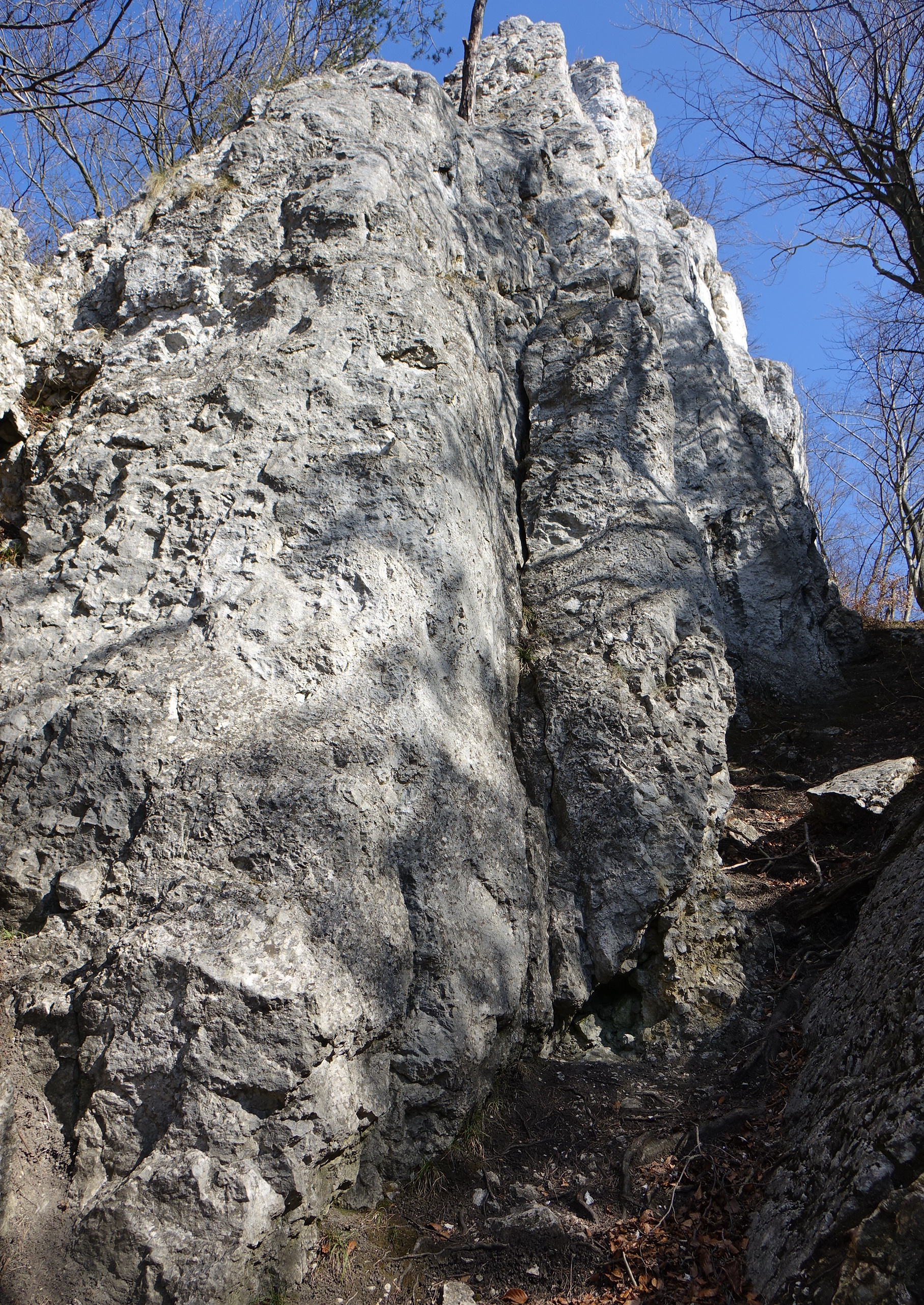
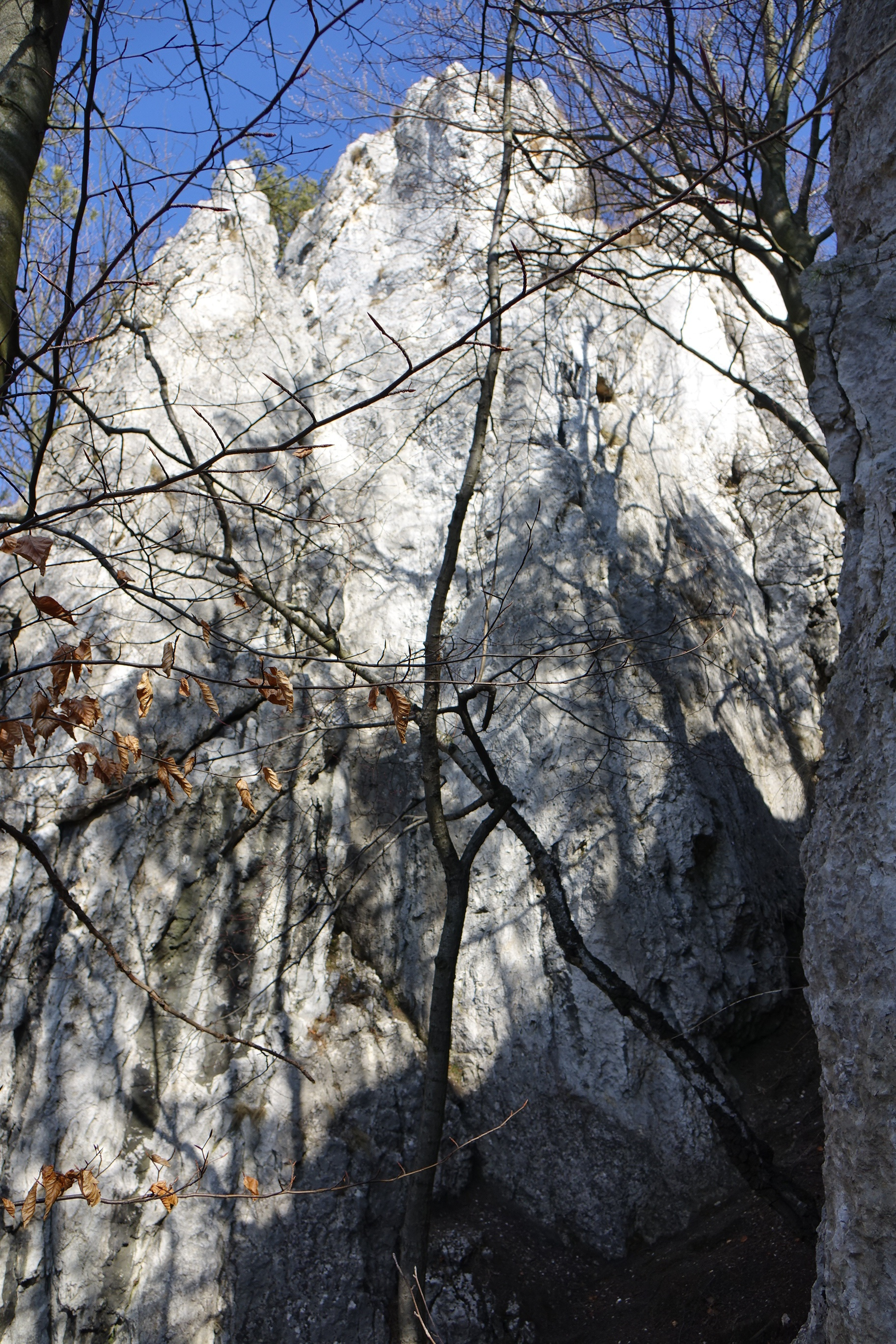
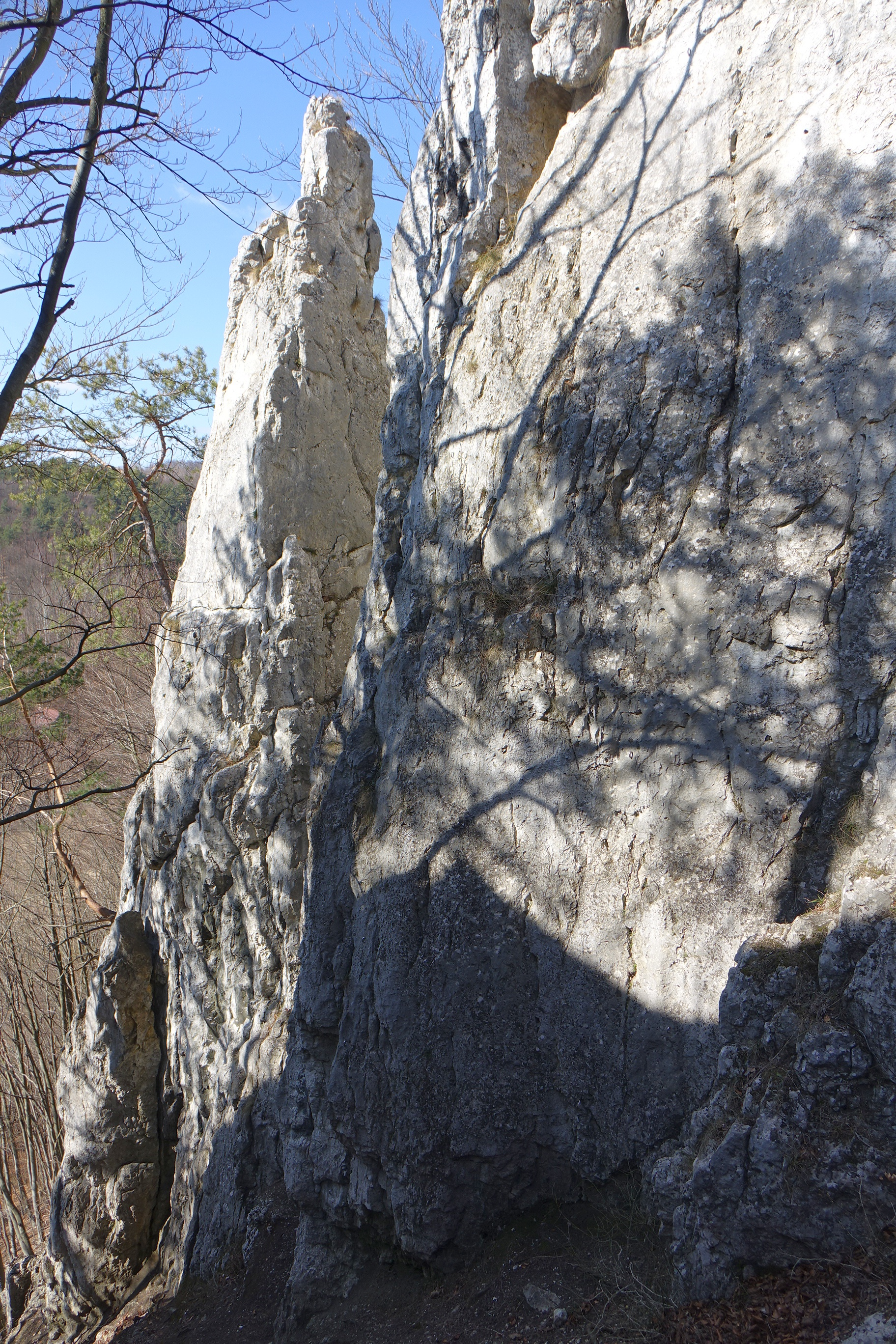
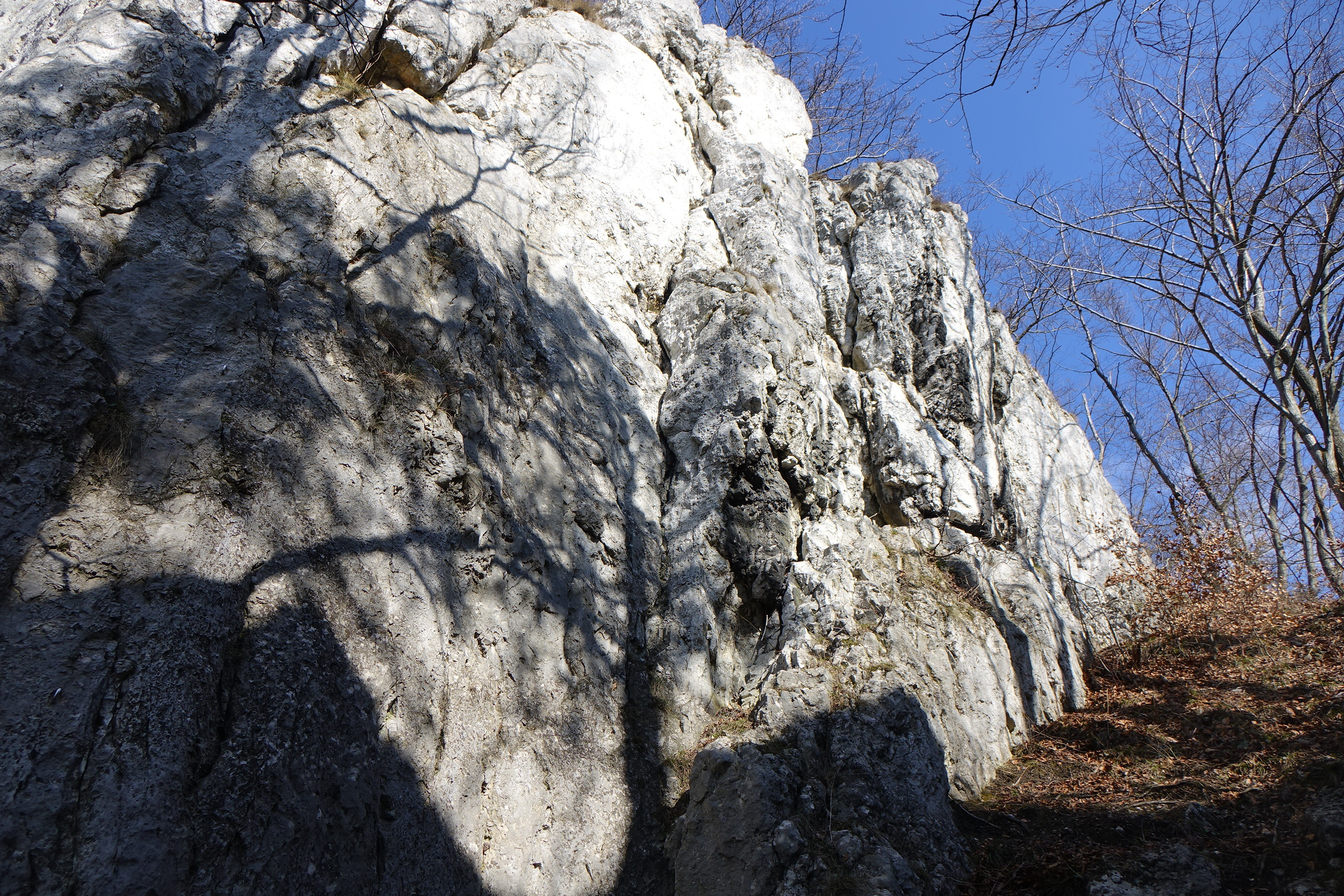
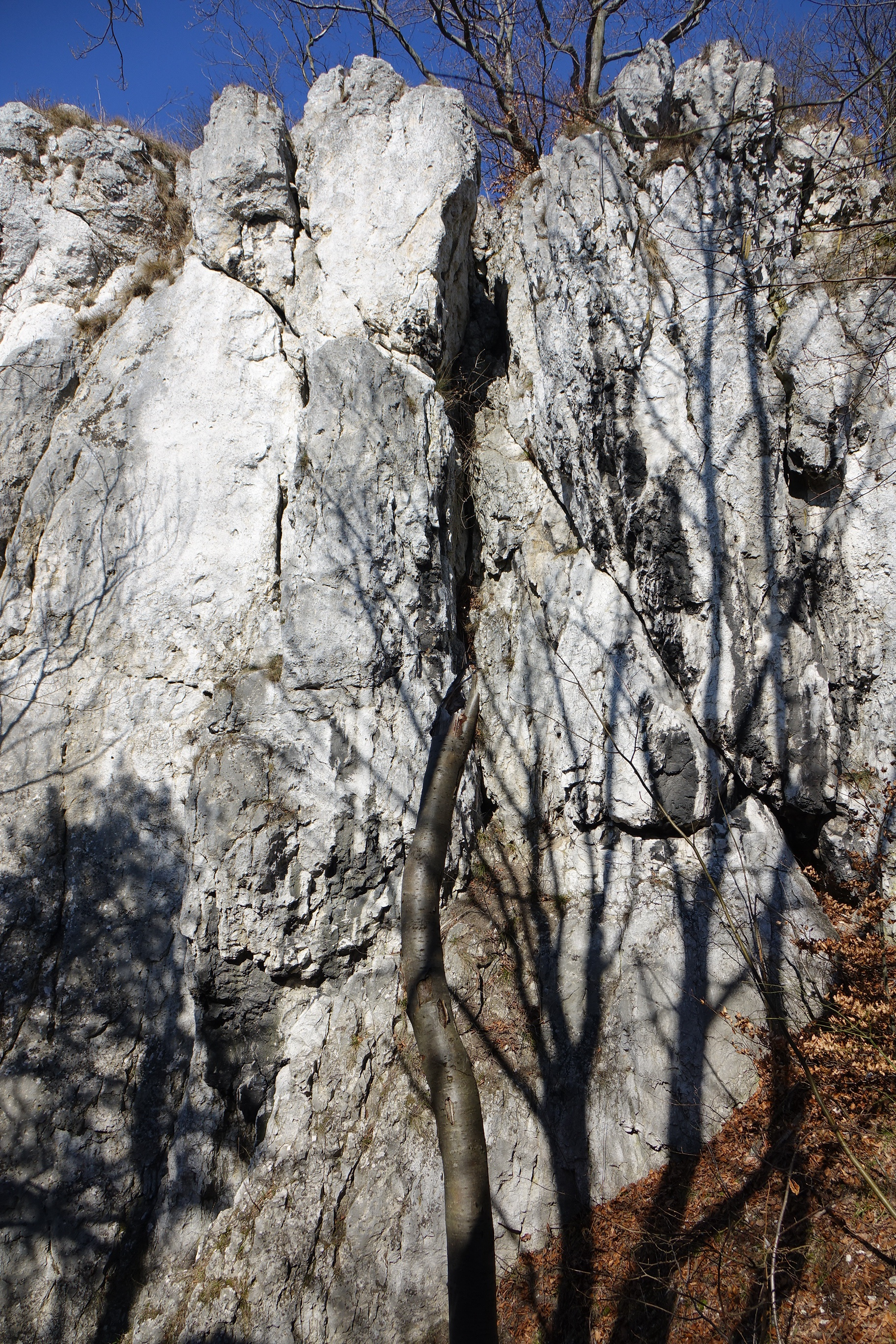
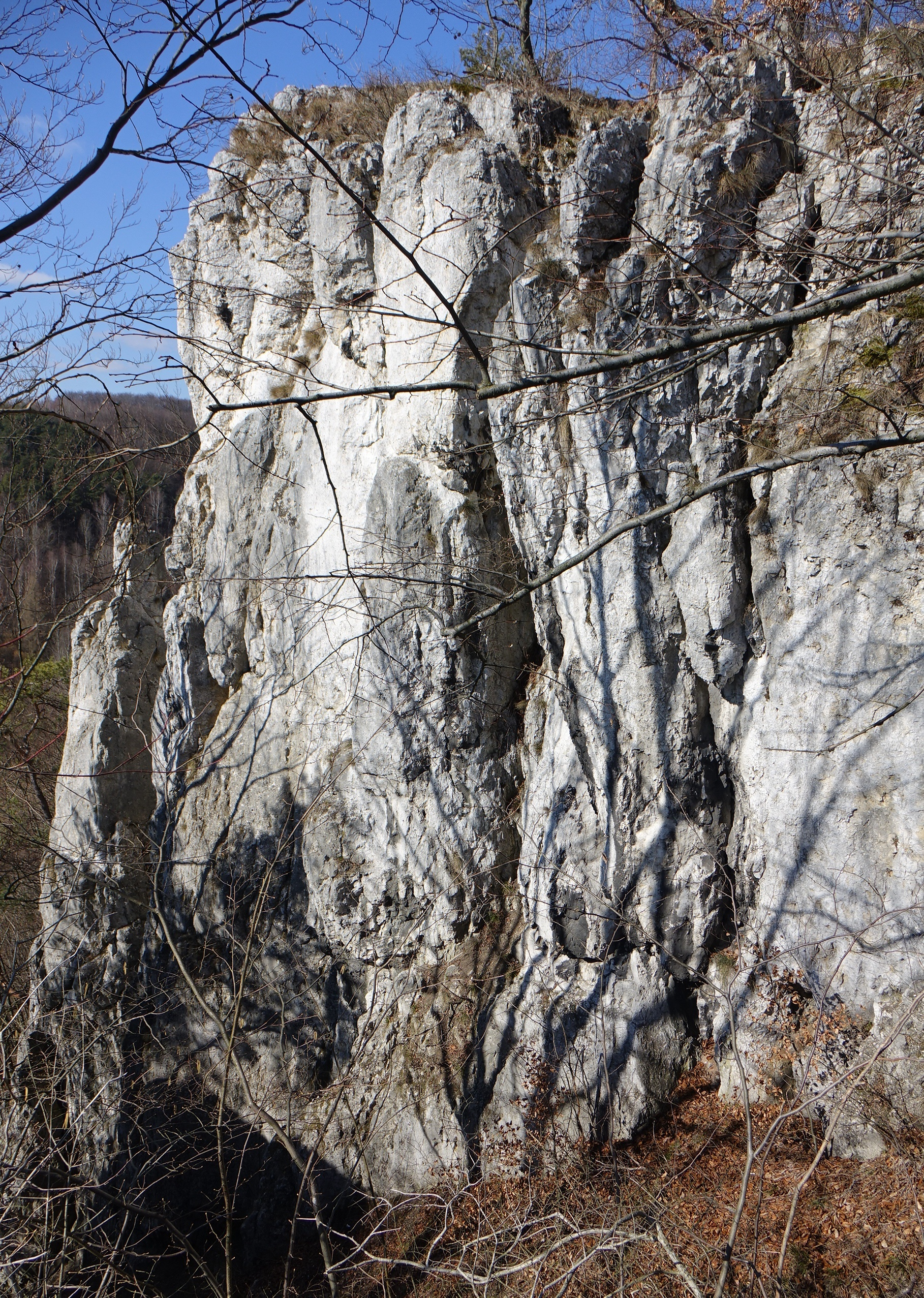

5. Ma rogate zacięcie; 2r + st, IV, 11 m
6. Złamany róg; 6r + st, VI, 14 m
7. Duże rogate zacięcie; 3r + st, IV+, 11 m
8. Będkoróg; 6r + st, VI+, 14 m
9. Zakład pogrzebowy Kocia Wiara; VI, 14 m

Rogata Grań I
1. Komin z blokami; 2r + st, VI, 16 m
2. Fajrant; 8r + st, VI.2, 16 m
3. Robotnik po wypłacie; 9r + st, VI.1+, 16 m
4. Hop na top; 9r + st, VI.2, 16 m
5. Randka w ciemno; 8r + st, VI+, 16 m
6. Dziewczyna o perłowych włosach; 9r + st, VI, 16 m

Rogata Grań II
1. Filar Barana; 7r + rz, VI, 16 m
2. Robotnik na zasiłku; 6r + rz, VI+, 16 m
3. Rogata rysa; 3h, V, 15 m
4. Jesienna deprecha; 7r + st, VI.1, 15 m

Rogata Grań III
1. Rogaty komin; III+, 12 m
2. Chłoporobotnik; VI+, 11 m
3. Ostatnia rogata; V+[3].